# Cranichis saccata
Cranichis saccata är en orkidéart som beskrevs av Oakes Ames. Cranichis saccata ingår i släktet Cranichis, och familjen orkidéer.
Artens utbredningsområde är Costa Rica. Inga underarter finns listade i Catalogue of Life.